# Václav Humpál
Václav Humpál (2. listopadu 1940 Německý Brod – 28. října 1998 Praha) byl český a československý politik, po sametové revoluci poslanec Sněmovny národů Federálního shromáždění za Občanské fórum, později za Občanské hnutí, v 90. letech politik SD-LSNS a náměstek ministra zemědělství ČR.

## Biografie
V letech 1963-1975 pracoval jako pedagog na Střední zemědělské škole v Havlíčkově Brodě. V letech 1975-1990 byl hlavním ekonomem JZD Kámen.
Ve volbách roku 1990 zasedl do české části Sněmovny národů Federálního shromáždění (volební obvod Východočeský kraj) za OF. Po rozkladu OF v roce 1991 přešel do poslaneckého klubu Občanského hnutí. Ve Federálním shromáždění setrval do voleb roku 1992.
Ve volbách v roce 1996 kandidoval neúspěšně do Poslanecké sněmovny Parlamentu České republiky za formaci Svobodní demokraté – Liberální strana národně sociální, do níž vplynulo bývalé Občanské hnutí. Vedl tehdy kampaň na Jičínsku, navštívil s tehdejším kandidátem této strany Davidem Rathem například Libáň. V roce 1998 se zmiňuje coby náměstek ministra zemědělství a nově zvolený člen prezídia Fondu národního majetku. Na ministerstvu měl v gesci ekonomický úsek a problematiku dotací a programů Podpůrného a garančního rolnického a lesnického fondu.
V živnostenském rejstříku se uváděl bytem Praha-Stodůlky. Jako podnikatel působil od roku 1992.